# Pereked
Pereked è un comune dell'Ungheria di 183 abitanti (dati 2001) situato nella contea di Baranya, regione Transdanubio Meridionale